# Wanda Niewęgłowska
Róża Wanda Niewęgłowska (ur. 6 listopada 1926 w Toczyskach, pow. łukowski, zm. 16 września 1989 w Lublinie) – świecka archidiecezji lubelskiej; członek Zakonu Dominikanów Świeckich.

## Życiorys
Jej rodzice zmarli kiedy miała pięć lat. W wieku 22 lat zdiagnozowano u niej chorobę Heinego-Medina i do końca życia pozostała sparaliżowana pozostając w Domu Opieki Społecznej w Lublinie.
Przeżyła dziewięć operacji chirurgicznych, cztery zawały serca, i trzykrotnie śmierć kliniczną. Miała też raka nerki i cierpiała na ciężką astmę oskrzelową i chorobę wrzodową żołądka. Wielu leków nie mogła przyjmować, więc musiała cierpieć. Oprócz wspomnianych wyżej chorób miała złamane żebro i obojczyk, pęknięty kręgosłup.
Mimo cierpienia, zawsze była uśmiechnięta i pogodna. Powtarzała, że takie jest jej posłannictwo na ziemi.
W 1962 r. przyjęła biały szkaplerz tercjarzy dominikańskich i zakonne imię Róża, a od 1982 r. nosiła habit. Jej życie naznaczone było ogromnym cierpieniem, które ofiarowywała za innych. Zmarła w opinii świętości 16 września 1989 r. ze słowami: „Panie, pozwól mi umierać na krzyżu”.
W swoim pamiętniku napisała: „Ja Jezusowi niczego nie odmówiłam i On też niczego mi nie odmówił”.
Obecnie prowadzone są starania o jej beatyfikację.